# Václav Svoboda (politik ČSSD)
Václav Svoboda (* 28. října 1948) je bývalý český politik za ČSSD, po sametové revoluci československý poslanec Sněmovny lidu Federálního shromáždění, v 90. letech poslanec Poslanecké sněmovny.

## Biografie
Ve volbách roku 1992 byl zvolen za ČSSD do Sněmovny lidu (volební obvod Jihočeský kraj). Ve Federálním shromáždění setrval do zániku Československa v prosinci 1992. Vladimír Špidla označil Václava Svobodu za iniciátora nápadu angažovat na kandidátce ČSSD ve volbách roku 1992 Miloše Zemana, pozdějšího předsedu strany a prvního polistopadového sociálnědemokratického předsedu vlády. Kandidátce ČSSD totiž tehdy v jižních Čechách prý chyběla výrazná osobnost a Václav Svoboda navrhl oslovit tehdy politicky nezařazeného Miloše Zemana. Emisaři ČSSD náhodou dorazili za Zemanem jen o několik hodin dříve, než se u něj se stejnou nabídkou objevili i vyslanci dalšího politického subjektu, Liberálně sociální unie, takže Zeman dal přednost ČSSD a odstartoval svou stranickou kariéru.
Ve volbách v roce 1996 byl zvolen do Poslanecké sněmovny Parlamentu České republiky za ČSSD a poslanecký mandát si podržel až do předčasných voleb roku 1998. 6. června 1998 byl poslanec Václav Svoboda v noci napaden v Českých Budějovicích neznámým útočníkem. Podle Svobody mělo jít o politicky motivovaný útok stoupence ODS. V roce 2001 Svobodovi nařídil soud omluvit se politikovi ODS Miroslavu Benešovi, kterého označil za tuneláře.
V komunálních volbách roku 1994 a komunálních volbách roku 2002 neúspěšně kandidoval do zastupitelstva města České Budějovice za ČSSD. Profesně je k roku 2002 uváděn jako ředitel tiskového odboru Úřadu vlády České republiky. Na tento post nastoupil v létě roku 2002 po jmenování vlády Vladimíra Špidly a v této funkci se připomíná i k roku 2003. Předtím byl mluvčím ministerstva práce a sociálních věcí.